# د پیانو گایز
د پیانو گایز (به انگلیسی: The Piano Guys) گروه موسیقی آمریکایی است.

## فعالیت
گروه د پیانو گایز گروهی آمریکاییست که تشکیل شده از جان اشمیت، استیون شارپ نلسون، پل اندرسون و ال ون در بیک. این گروه محبوبیت خود را مدیون یوتیوب است که در آن نوازندگی اشمیت و نلسون با تصاویر زیبای ضبط شده توسط اندرسون ترکیب می‌شود. تا کنون چهار آلبوم از این گروه روانه بازار شده‌است به نامهای پیانو نوازان، پیانو نوازان ۲، کریسمس خانوادگی و عجایب که همگی در صدر جدول فروش موسیقی عصر نو قرار گرفته‌اند. اندرسون صاحب یک مغازه پیانو فروشی است در یوتا که روزی با اشمیت که برای تمرین آمده بود آشنا می‌شود. بعد از مدتی، اندرسون به همراه دوستش شروع به ضبط و تولید چند کلیپ ویدئویی از اشمیت شدند و با گذشت چند وقت و اضافه شدن دو عضو دیگر اولین ویدئوی خود را روی یوتیوب گذاشتند که با موفقیت بزرگی همراه بود. در سال ۲۰۱۲ کمپانی سونی اعلام کرد که با این گروه قراردادی را برای تهیه آلبوم امضا کرده‌است.